# Stachyris
Stachyris är ett fågelsläkte i familjen timalior inom ordningen tättingar. De 13 arterna i släktet förekommer från Himalaya till södra Kina och Java.
- Svartstrupig timalia (S. nigricollis)
- Javatimalia (S. grammiceps)
- Fjällbröstad timalia (S. maculata)
- Gråstrupig timalia (S. nigriceps)
- Gråhuvad timalia (S. poliocephala)
- Nonggangtimalia (S. nongganensis) – nyligen beskriven art
- Sottimalia (S. herberti)
- Sikkimtimalia (S. humei) –  tidigare i Sphenocichla
- Cachartimalia (S. roberti) – tidigare i Sphenocichla
- Pärlhalsad timalia (S. leucotis)
- Vithalsad timalia (S. thoracica)
- Vitstrupig timalia (S. oglei)
- Fläckhalsad timalia (S. strialata) – syn. striolata

Släktet inkluderade tidigare ett stort antal andra arter, men DNA-studier visar att de inte alls är varandras närmaste släktingar och tillhör inte ens samma familj. Idag delas släktet upp i Stachyris och Cyanoderma bland timaliorna samt Sterrhoptilus och Dasycrotapha i familjen glasögonfåglar.